# Nu Persei
Désignations
Nu Persei (ν Per / ν Persei) est une étoile de 4e magnitude de la constellation de Persée.
Nu Persei est une géante lumineuse jaune-blanche de type spectral F4II distante d'environ 555 années-lumière de la Terre.